# Konstruktivismus (psychologische Schule)
Als Konstruktivismus werden Lehrmeinungen der Psychologie zusammengefasst, die sich zwar in den von ihnen abgeleiteten Techniken, etwa in Bezug auf Bildung oder Psychotherapie, unterscheiden, denen aber gemein ist, von einer aktiv-konstruktiven Natur des menschlichen Wissens auszugehen. Zudem stehen alle konstruktivistischen Schulen dem assoziationspsychologischen Ansatz des Empirismus entgegen, nach dem der Geist passiv Inhalte aus der Umwelt aufnehme und eine Kopie der Realität erstelle.
Konstruktivismus hingegen bezeichnet eine Sicht, aus welcher der menschliche Geist der Realität aktiv Bedeutung zuweist. Konstruktivisten interessieren sich dafür, wie Menschen Systeme erschaffen und mit diesen Systemen Erfahrungen verstehen und zuordnen.
In der Psychotherapie könnte dieser Zugang beispielsweise erfragen, wie ein Klient seine Welt wahrnimmt und somit versuchen, des Klienten Welt mit ihren individuellen Bedeutungen zu verstehen. Dieser Zugang stützt sich auf die Annahme, dass Probleme durch die Art, wie Lebensereignisse interpretiert beziehungsweise wahrgenommen werden, entstehen können.
Es besteht eine ideengeschichtliche Verwandtschaft zum Ansatz der evolutionäre Erkenntnistheorie und des radikalen Konstruktivismus.

## Konstruktivistische Psychologie in der Bildung
Konstruktivismus in Bezug auf Bildung meint, dass Schüler aktiv Bedeutungen konstruieren. Diesen Prozess kann der Lehrer dem Schüler zwar erleichtern oder erschweren, jedoch kann er ihn nicht selbst erzeugen. Bezüglich dieser Lehrmethode sei Wissen unsicher, ferner sei das Lernen von Wissen gleich dem Konstruieren von Wissen.
Jean Piagets Theorie beschreibt, dass Entwicklung und Lernen von Kindern aus einer Interaktion zwischen Individuum und Umgebung entsteht. Laut Angela O’Donnell und Kollegen beschreibt Konstruktivismus, wie der Lernende Wissen durch verschiedene Konzepte konstruiert: komplexe Erkenntnis, „Scaffolding“, nachempfundene Erfahrungen, Modellierung und Beobachtungslernen. Diese Konzepte machen Schüler, Lehrer, die Umwelt und alles andere, womit der Schüler zu tun hat zu aktiven Teilnehmern seines Lernens.

## Einige konstruktivistische Theorien

### Theorie der persönlichen Konstrukte
George A. Kelly, der Begründer dieser Theorie, beschäftigte sich vor allem mit der Erkenntnis-bezogenen Rolle des Beobachters. Er argumentierte, unsere Erwartungen an das Erleben der Welt ändere wie wir uns fühlen und verhalten. Sein therapeutischer Zugang erlaubt dem Klienten den eigenen Verstand zu erforschen, indem er als Vermittler der Untersuchung seiner eigenen Bedeutungen und Konstrukte wirkt.

### Genetische Epistemologie
Jean Piaget argumentierte als Begründer der genetischen Epistemologie, dass man in Wissenshaltungen hineinwächst, und dass Wissen die Entwicklung durch Interaktion strukturiert. Laut Piaget sei Verhalten die treibende Kraft der Evolution. Piagets konstruktivistischer Ansatz wurde zu Neo-Piaget-Theorien der kognitiven Entwicklung weiterentwickelt.